# Pseuderanthemum angustifolium
Pseuderanthemum angustifolium är en akantusväxtart som beskrevs av Ridley. Pseuderanthemum angustifolium ingår i släktet Pseuderanthemum och familjen akantusväxter. Inga underarter finns listade i Catalogue of Life.